# Rainer Reinisch
Rainer Reinisch (* 1933) ist ein österreichischer Architekt, Künstler und Autor.

## Leben und Wirken
Reinisch ist in Ferlach im Rosental aufgewachsen und absolvierte die Ausbildung zum Architekten an der Technischen Universität Wien und nahm Kurse bei Gerda Matejka-Felden an der Wiener Kunstakademie.
Er veröffentlichte mehrere Publikationen zum Thema Architektur, war fünfzehn Jahre lang als Architekturkritiker der Wiener Zeitung tätig und publizierte auch Karikaturen, Gedichte, Essays und Kritiken in diversen Zeitschriften und Büchern. Nach einer Auslandstätigkeit eröffnete er ein Architekturbüro in Wien und gründete die Gruppe M. Als Baudirektor der Stadt Braunau am Inn profilierte er sich im Bereich Altstadterhaltung.
Er beschäftigte sich ab 1957 mit der Erstellung künstlerischen Collagen, Fotografien und Filmen und stellte seine Werke in Einzel- und Gruppenausstellungen vorwiegend in Österreich aus. Zuletzt beschäftigte er sich mit der Ironisierung von Bildern durch Zerknüllung, Zerreißung und Zerlegung.

## Werke zur Architektur
- Braunau am Inn, Deutscher Kunstverlag, Berlin, 1974
- Theorie der Architektur, Freiburg, Eigenverlag, 1980
- Das Altstadtensemble im neuen Denkmalschutzgesetz 1978, in: Österreichische Gemeindezeitung 20/1978
- Das Altstadtensemble, Beispiele Inn-Salzach-Städte, Forschungsarbeit der Wohnbauforschung des Bundesministers für Bauten und Technik, Wien, 1984
- Altstadt in Österreich. Erinnerungen an die Vergangenheit – Zukunft für die Vergangenheit, Wien, München, 1985

## Werke als Autor
- Kleine Weltanschauung, Prosa, Aspach, 2012
- Das imaginäre Minarett, Prosa, Aspach, 2012
- Leben ohne Glauben, Leben ohne Gott, Die neue Lust am Sinn des Seins, Aspach, 2008
- Der Lippe, Fast ein Heimatroman, Aspach, 2006
- Sommer im Winter, Essays, Aspach, 1999, ISBN 978-3-901535-33-8
- Franz Kronberger – Der Kauz von Braunau, Aspach, 1998
- Boxenstopp, Roman, Aspach, 1998

Weitere Werke wurden zwischen 1988 und 1994 im Eigenverlag veröffentlicht.